# Terrorisme stochastique
Le terrorisme stochastique désigne une communication de masse avec pour objectif d’inciter de manière aléatoire des acteurs à commettre des actes violents ou terroristes qui sont statistiquement prévisibles, mais individuellement imprévisibles.  C'est une violence politique ciblée, déclenchée par une rhétorique publique hostile dirigée contre un groupe ou un individu. Contrairement à l'incitation au terrorisme, le terrorisme stochastique est accompli en utilisant un langage indirect, vague ou codé qui permet à l'instigateur de rejeter de manière plausible la responsabilité de la violence qui en résulte. Un élément clé est l'utilisation des médias sociaux et d'autres formes de communication distribuées où la personne qui exécute la violence n'a pas de lien direct avec les utilisateurs de la rhétorique violente.

## Caractéristiques
Bien que le terrorisme stochastique soit considéré comme un terme académique sans définition juridique formelle, il se distingue des autres formes de terrorisme par sa nature publique, indirecte et apparemment aléatoire.

### Discours
Un personnage public ou un groupe diffuse une rhétorique violente et incendiaire via les médias de masse, à l'intention de personnes ou de groupes de personnes, suggérant ou légitimant parfois le recours à la violence. Ce discours tend à être protégé en raison de l'utilisation d'un langage codé ambigu, d'appels du pied, de plaisanteries, d'allusions et d'autres sous-entendus dans des déclarations qui n'atteignent pas le seuil criminel de causalité. Parmi les autres thèmes identifiés figurent les récits noir et blanc du bien contre le mal ainsi que la présentation d'un ennemi comme une menace mortelle, qui ont été comparés aux techniques de radicalisation utilisées par les groupes terroristes. Ces attaques sont souvent répétées et amplifiées à l'intérieur d'une chambre d'écho médiatique.

### Instigateur(s)
Ils peuvent ou non utiliser sciemment cette technique pour attaquer et intimider leurs ennemis, mais l'effet reste le même. La personnalité publique peut plausiblement rejeter toute attaque ultérieure, car ses paroles n'étaient pas un appel explicite à la violence et en raison de l'absence de lien organisationnel direct entre l'instigateur et l'auteur de l'attaque. La personnalité publique ne peut pas être poursuivie pour ses déclarations tant qu'elles ne répondent pas à la définition légale de l'incitation. Il s'agit là de la principale distinction entre le terrorisme stochastique et les autres formes de terrorisme. Aux États-Unis, l'affaire Brandenburg v. Ohio, jugée par la Cour suprême en 1969, a établi que les discours violents et incendiaires ne peuvent être érigés en infraction pénale que s'ils ont pour but et sont susceptibles d'entraîner une action illégale imminente. Cependant, Kurt Braddock prévient que les discours peuvent être très dangereux, même s'ils sont légaux.

### Inspiration
Un individu ou un groupe, sans aucun lien avec des groupes terroristes connus, entend le discours et est motivé pour commettre des actes de violence contre la cible du discours, pensant que cela favorisera la réalisation d'un objectif politique ou idéologique,.

### Attaque
Un attaquant commet un acte de terrorisme qui peut inclure des violences physiques, des menaces ou d'autres actes destinés à nuire, à inspirer la peur ou à intimider. Les victimes peuvent subir ou craindre des attaques physiques, du harcèlement (en ligne) et des menaces de mort. Cela peut avoir un effet dissuasif, car de nombreuses victimes n'ont pas les moyens d'assurer leur propre sécurité.

### Probabilité
Bien qu'il soit difficile de prévoir chaque acte de violence individuel en raison d'une  chaîne de causalité complexe ou diffuse, le discours rend les menaces et les attaques terroristes plus probables. Ces attaques observées dans leur ensemble ont une relation statistiquement valide, même si les attaques individuelles sont trop aléatoires (stochastiques) pour être prédites avec précision.

## Origine et vulgarisation du terme
En 2002, le terme a été utilisé pour la première fois par Gordon Woo pour décrire un processus visant à quantifier le risque d'une attaque terroriste,,,.
Le mérite de la définition du terme revient également au blogueur G2geek, sur la plateforme Daily Kos en 2011, qui l'a défini comme « l'utilisation des communications de masse pour inciter des loups solitaires aléatoires à commettre des actes violents ou terroristes qui sont statistiquement prévisibles mais individuellement imprévisibles », avec une dénégation plausible pour ceux qui créent les messages médiatiques. L'article couvrait la fusillade de Tucson en 2011.
En 2016, le terrorisme stochastique est un terme académique « obscur » selon le professeur David S. Cohen. Lors d'un meeting de campagne le 9 août 2016, Donald Trump, alors candidat, a déclaré : « Si [Hillary Clinton] choisit ses juges, vous ne pourrez rien faire, les amis. Mais pour les défenseurs du deuxième amendement, il y a peut-être quelque chose à faire. Je ne sais pas. ». Ces commentaires sont largement condamnés, vus comme une incitation à la violence et décrits par Cohen comme du « terrorisme stochastique », popularisant ainsi le terme. Donald Trump, comme Elon Musk, ont continué d'être critiqués comme des sources d'incitation à la violence.

## Contre-mesures
Les techniques antiterroristes telles que l'inoculation psychologique peuvent aider à expliquer à un large public comment fonctionnent la radicalisation et la manipulation, contribuant ainsi à atténuer l'impact des messages qui augmentent les tendances violentes. Le politologue et ancien haut fonctionnaire au département américain de la Défense Seth Jones estime qu'il serait utile d'étiqueter les groupes terroristes nationaux, comme on le fait pour les groupes internationaux, même s'il reconnaît que la plupart des actes de violence d'extrême droite sont perpétrés par des loups solitaires. La chercheuse au programme Démocratie, conflits et gouvernance du Carnegie Endowment for International Peace Rachel Kleinfeld plaide pour que les actions violentes ou les menaces contre les élus, les agents électoraux et d'autres personnels essentiels au fonctionnement d'une démocratie soient classées dans une catégorie spécialement protégée, à l'instar de la classification des crimes de haine.

## Occurrences
Le meurtre de George Tiller en 2009 a été décrit comme un exemple de terrorisme stochastique, car de nombreuses émissions d'information et de radio conservatrices l'ont diabolisé à plusieurs reprises pour avoir pratiqué des avortements post-viabilité,,.
Dans leur ouvrage de 2017 intitulé Age of Lone Wolf Terrorism, le criminologue Mark S. Hamm et le sociologue Ramón Spaaij décrivent l'État islamique, Anwar al-Awlaki et Alex Jones comme étant coupables de terrorisme stochastique. Lors de la fusillade sur l'autoroute d'Oakland en 2010, Byron Williams aurait été en route vers les bureaux de l'American Civil Liberties Union (Union américaine pour les libertés civiles) et de la Tides Foundation, planifiant de commettre un meurtre de masse, « indirectement rendu possible par les théories du complot » de Glenn Beck et d'Alex Jones. Ils citent également la fusillade survenue en 2012 au Family Research Council.
Le meurtre en 2016 de la députée britannique Jo Cox par le suprémaciste blanc Thomas Mair avant le référendum sur le Brexit est qualifié de terrorisme stochastique.
L'attentat de la mosquée de Finsbury Park, mené avec une camionnette utilisée comme véhicule-bélier dans la nuit du 18 au 19 juin 2017 à Londres, relève du terrorisme stochastique, ayant été incité par les propos de plusieurs responsables de l'extrême-droite britannique, dont le chef de l'English Defence League (EDL) Stephen Yaxley-Lennon (connu sous le pseudonyme de Tommy Robinson).
Le projet d'enlèvement de Gretchen Whitmer en 2020 a été décrit comme un exemple de terrorisme stochastique,.
À la suite de l'escalade des attaques contre la communauté LGBT au début des années 2020, notamment les alertes à la bombe contre des hôpitaux pour enfants et la fusillade dans la boîte de nuit de Colorado Springs, des militants de droite tels que Matt Walsh et Chaya Raichik de Libs of TikTok ont été accusés de terrorisme stochastique,,.
La fusillade de Buffalo en mai 2022 et l'attaque du bureau du FBI à Cincinnati en août 2022 sont citées comme des exemples de terrorisme stochastique.
L'auteur de l'attentat d'octobre 2022 contre Paul Pelosi déclare qu'il recherchait Nancy Pelosi et qu'il espérait intimider d'autres législateurs démocrates, des actions qui ont été décrites comme du terrorisme stochastique,,.
En divulguant publiquement, en février 2024, le numéro de portable de la directrice du bureau du New York Times au Mexique à la suite d'un article qui lui avait déplu, le président mexicain Andrés Manuel López Obrador a été accusé par la presse de s'être livré à du terrorisme stochastique.
En juin 2024, deux agressions à l'arme blanche à caractère raciste ont lieu à Oulu, en Finlande. Les attaques sont précédées par des années de rhétorique hostile de la part des hommes politiques d'extrême droite en Finlande, plus particulièrement du Parti des Finlandais,,.
À la suite de la tentative d'assassinat de Donald Trump en juillet 2024, plusieurs commentateurs invoquent le concept de terrorisme stochastique,,. D'autres affirment que la menace de terrorisme stochastique a augmenté en raison de certaines réactions à la fusillade qui prétendent, sans preuve, que l'attentat était motivé par des considérations politiques.
Les motivations de la Cour d'Assise ayant condamné pour terrorisme les deux auteurs de la campagne ayant motivé l'assassin de Samuel Paty montrent une forme de terrorisme stochastique, considérant que les deux accusés ont, "en connaissance de cause, pris le risque, malgré le danger et les menaces visant Samuel Paty, qu’une atteinte volontaire à son intégrité physique soit portée par un tiers, violent et radicalisé, qui devenait leur bras armé, et ce, nécessairement dans le cadre d’un attentat terroriste visant à venger le Prophète injustement moqué et humilié". "Dans le cadre de cette entente, conclut la cour, Brahim Chnina et Abdelhakim Sefrioui ont préparé les conditions de la commission d’une infraction terroriste en livrant l’identité de Samuel Paty, en le ciblant sur les réseaux sociaux, et ont ainsi, sciemment, accepté de s’associer, de fait, à un ou plusieurs individus susceptibles de commettre une infraction de nature terroriste."

## Responsabilité
À l'instar du procès d'Eichmann qui mit en évidence le peu de liens qui existaient entre les tortionnaires et l'idéologie, la pathologie ou une forme de cruauté, le trait de personnalité commune et distincte des auteurs est « la fragilité et la superficialité des esprits [...]. Ça n'était pas de la stupidité mais une authentique incapacité de penser »,. Contrairement à l'intention initiale de Hannah Arendt, la « banalité du mal » désigna un temps une théorie de la doctrine avant d'être désambiguïsée,.